# Santiago Moreno Tello
Santiago Moreno Tello (Cádiz) es un investigador, gestor cultural e historiador español especializado en la historia social del Carnaval y en la recuperación de la Memoria histórica.

## Biografía
Santiago Moreno Tello es doctor en Historia por la Universidad de Cádiz, además de formar parte del grupo de investigación Esteban Boutelou y coordinar la revista de investigación histórica Ubi Sunt?. Al mismo tiempo, es cofundador de la empresa cultural 1de3milhistorias, centrada en acercar a la ciudadanía el conocimiento histórico emanado de las diferentes investigaciones que se llevan en la universidad, y que fue premiada con el primer galardón del premio atrÉBT! HUMAN 2017.

## Obra principal

### Libros
- 2006 - La clase obrera gaditana (1949-1959): una Historia Social a través de las fuentes populares. Servicio de Publicaciones de la Universidad de Cádiz. ISBN 978-84-9828-043-2
- 2008 - Periodistas represaliados en Cádiz. Asociación de la Prensa de Cádiz. ISBN 978-84-612-3834-7
- 2009 - Marginados, Disidentes y Olvidados en la Historia. (Coordinador junto a José Joaquín Rodríguez Moreno). Servicio de Publicaciones de la Universidad de Cádiz. ISBN 978-84-9828-253-5
- 2011 - Vejer recupera su Memoria. (Junto a Francisco Javier Hernández Navarro). Excma. Diputación Provincial de Cádiz. ISBN 978-84-92717-28-6
- 2012 - La destrucción de la Democracia. Vida y muerte de los alcaldes del Frente Popular en la provincia de Cádiz. (Coordinador). Dirección de Administración Local, Consejería de Gobernación y Justicia de la Junta de Andalucía. ISBN 978-84-695-1214-2
- 2016 - María Luisa Rendón Martell (1909-1981): Movimiento obrero y represión franquista en El Puerto de Santa María. (Junto a José Luis Gutiérrez Molina y Fernando Romero Romero). Ediciones El Boletín. ISBN 978-84-944414-7-9
- 2020 - Las coplas del Carnaval de Cádiz durante la Segunda República (1932-1936). Servicio de Publicaciones de la Universidad de Cádiz. ISBN  9788498286717